# Anneux
Anneux ist eine Gemeinde im französischen Département Nord in der Region Hauts-de-France. Sie gehört zum Kanton Cambrai im Arrondissement Cambrai.

## Geografie
Die Gemeinde Anneux liegt acht Kilometer westlich der Innenstadt von Cambrai. Im Westen und Norden grenzt das Gemeindegebiet von Anneux an das Département Pas-de-Calais. Anneux grenzt im Norden an Bourlon, im Osten an Fontaine-Notre-Dame, im Südosten an Cantaing-sur-Escaut und im Süden und Westen an Graincourt-lès-Havrincourt. Nahe Anneux kreuzen sich die Autobahnen A 2 und A 16.

## Bevölkerungsentwicklung
| Jahr                       | 1962 | 1968 | 1975 | 1982 | 1990 | 1999 | 2008 | 2013 | 2020 |
| Einwohner                  | 268  | 255  | 259  | 237  | 223  | 226  | 242  | 269  | 257  |
| Quellen: Cassini und INSEE |      |      |      |      |      |      |      |      |      |

## Sehenswürdigkeiten

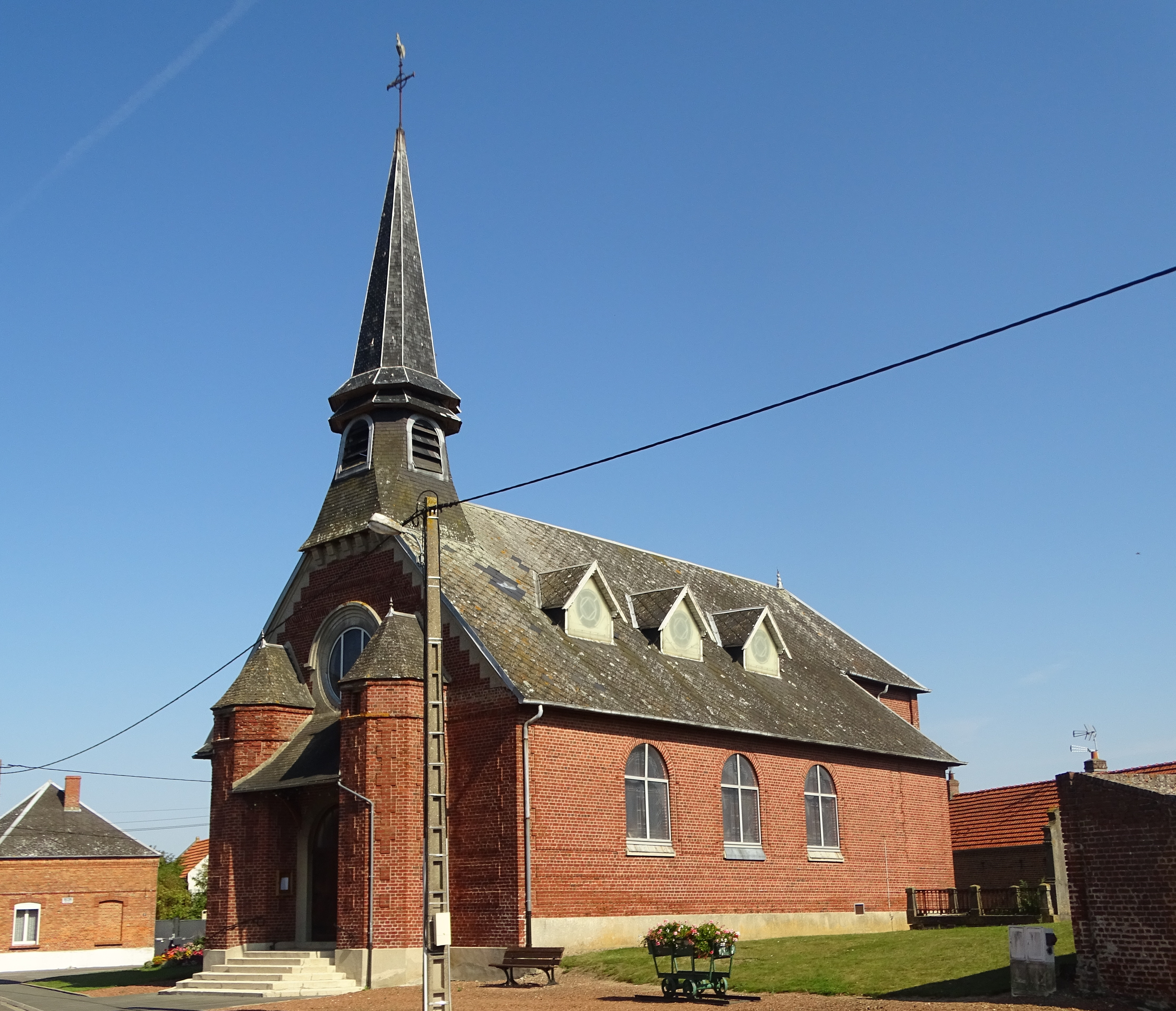
Kirche Saint-Léger
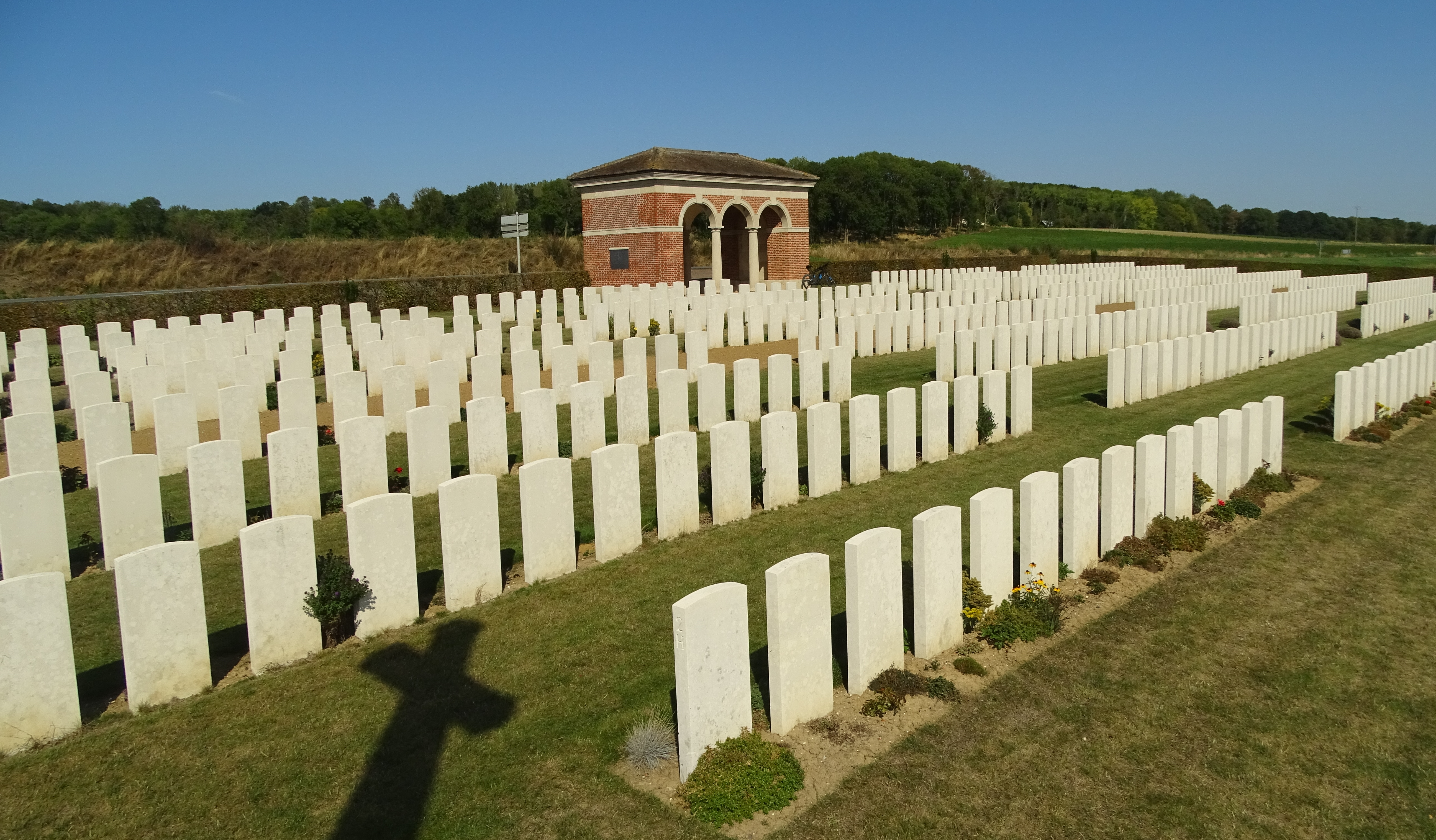
britischer Soldatenfriedhof
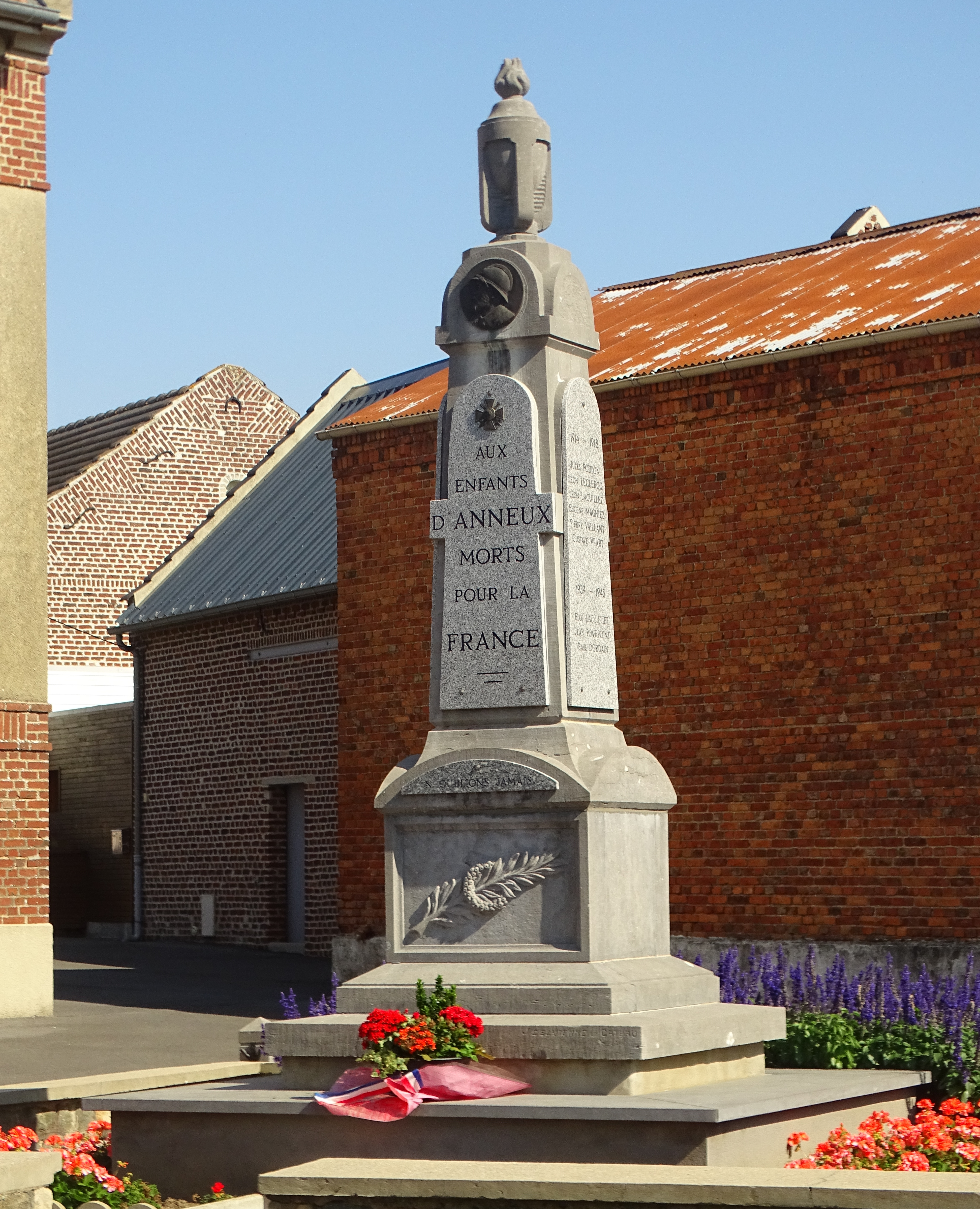
Wasserturm

- Kirche Saint-Léger
- Britischer Soldatenfriedhof
- Gefallenendenkmal